# 2020년 아이펠 그랑프리
2020 아이펠 그랑프리(공식 명칭: 포뮬러 1 아람코 그로서 프라이스 데아 아이펠 2020)는 독일 라인란트팔츠주 뉘르부르크 에 위치한 뉘르부르크링에서 열린 포뮬러 원 대회이다. 이번 그랑프리는 2020년 포뮬러 원 시즌의 11번째 라운드로 10월 9일부터 11일까지 열렸으며 2013년 시즌 이후로 뉘르부르크링에서 7년만에 열리는 F1 그랑프리임과 동시에 아이펠 그랑프리의 첫 대회이다.
그랑프리는 2번 스타트 포지션을 받은 루이스 해밀턴이 차지하였고 루이스 해밀턴은 이번 그랑프리 우승으로 F1 그랑프리 최다 우승 기록을 가지고 있는 미하엘 슈마허와 91회로 동률을 이뤘다.